# Premio Águila de Oro
El Premio Águila de Oro (en ruso: премия Золотой Орёл) es un premio otorgado por la Academia Nacional de Artes y Ciencias Cinematográficas de Rusia para reconocer la excelencia de los profesionales de la industria cinematográfica, directores, actores y escritores. Siguiendo el modelo de los Premios Globo de Oro, la ceremonia formal en la que se entregan los premios es una de las ceremonias de premios más destacadas en Rusia, junto con los Premios Nika.
El premio nacional ruso se otorga en veinte categorías cada enero para películas y series de televisión producidas en Rusia durante el año anterior. La estatuilla premiada es un águila plateada hecha de bronce dorado con esmalte en las puntas de las alas —el tricolor de la bandera rusa— y colocada sobre un pedestal de jaspe.
El encargado de conceder el premio es el actor y director de cine Nikita Mijalkov como un contrapeso a los Premios Nika establecido en 1987 y administrado por la Academia Rusa de Artes y Ciencias Cinematográficas de Moscú.

## Historia
El premio Águila de Oro fue fundado el 4 de marzo de 2002 por la Academia Nacional de Artes y Ciencias Cinematográficas de Rusia. En el XXIV Festival Internacional de Cine de Moscú el 26 de junio de 2002, la Academia Nacional de Ciencias Cinematográficas entregó oficialmente el premio. Los ganadores fueron Andréi Tarkovski, George Zhzhyonov, Fiodor Jitruk, Tatiana Samóilova, Michel Legrand y Bernardo Bertolucci. El premio fue modelado por el actor y director de cine Nikita Mijalkov a partir de los Golden Globe Awards como contrapeso a los tradicionales Premios Nika, establecido en 1987 y concedidos por la Academia Rusa de Artes y Ciencias Cinematográficas en Moscú.
El 20 de septiembre de 2002 tuvo lugar el anuncio formal de los primeros nominados en una rueda de prensa en el Sindicato de Directores de Fotografía. Sin embargo, la ceremonia del cine, prevista para el 27 de septiembre de 2002, se cambió debido a la muerte del actor y director Serguéi Bodrov, junto con veintisiete miembros del equipo de producción, que murieron en un desprendimiento en el glaciar de Kolka, en las montañas de Karmadon en el norte de Osetia, mientras grababan la película El mensajero. Como resultado, la primera ceremonia de premiación se llevó a cabo el 25 de enero de 2003.

## Diseño
La estatuilla premiada es un águila plateada, originalmente hecha de bronce dorado con esmalte en las puntas de las alas —el tricolor de la bandera rusa— y colocada sobre un pedestal de jaspe, fue diseñada por el escultor Viktor Mitroshin. En 2014 el diseño fue modificado por la empresa española Carrera y Carrera (fabricada de bronce dorado sobre un soporte de mármol verde indio, con esmalte en las puntas de las alas — el tricolor de la bandera rusa—, con esmeraldas 0,04 quilates en los ojos del águila). En 2016, se volvió al diseño original, la estatuilla está realizada por el socio de la ceremonia, la empresa de joyería Mercury. La figura del águila está realizada en plata dorada, la base de la figurilla está realizada en mármol italiano, sobre la que se encuentra el logo de la marca, complementado con un diamante.

## Categorías
El premio Águila de Oro se otorga en veinte categorías cada enero para películas y series de televisión producidas en Rusia durante el año anterior, así como premios honoríficos por logros de por vida.
- Mejor Largometraje
- Mejor telefilme o miniserie
- Mejor serie de televisión
- Mejor Documental
- Mejor largometraje de animación
- Mejor Director
- Mejor guion
- Mejor actriz en una película
- Mejor actriz de televisión
- Mejor actor principal
- Mejor actor de televisión
- Mejor actriz de reparto
- Mejor actor de reparto
- Mejor Fotografía
- Mejor dirección de arte
- Mejor diseño de vestuario
- Mejor partitura musical
- Mejor montaje cinematográfico
- Mejor ingeniero de sonido
- Mejor película en lengua extranjera